# Еріх Фромм
Еріх Селіґман Фромм (нім. Erich Fromm; [frɒm]; Німецька: [fʁɔm]; 23 березня 1900, Франкфурт-на-Майні — 18 березня 1980, Локарно) — соціальний психолог, філософ, психоаналітик, німецький єврей за походженням, представник «Франкфуртської школи», один із засновників неофрейдизму та фрейдо-марксизму.

## Біографія
Ерік Фромм народився 23 березня 1900 року в місті Франкфурт-на-Майні в сім'ї ортодоксальних юдеїв. Його предки були рабинами. Культурне середовище, в якому він ріс і виховувався, було патріархально-докапіталістичним. «Моє світовідчуття не можна назвати сучасним, — казав Фромм в одному радіоінтерв'ю, — …Я вивчав Талмуд, Біблію і чув багато історій про своїх предків, які жили в добуржуазну епоху».
Цікаві подробиці він розповідав про свого діда, що володів маленькою крамничкою в Баварії: «Все своє життя дід сидів цілий день в крамниці і вивчав Талмуд; якщо приходив покупець, він сердито підіймав голову і питав: „Що, хіба немає іншого магазину?“ Ось у такому світі я ріс».
Таким чином, скепсис по відношенню до капіталістичних цінностей Ерік вбирав з самого дитинства. Але при цьому йому також вдалося подолати традиційно-патріархальну складову субкультурного середовища, вихідцем з якого він був. Після багатьох років Фромм напише: «Розквіт культури середньовіччя пов'язаний з тим, що людей надихав образ Града Божого. Розквіт сучасного суспільства пов'язаний з тим, що людей надихав образ Земного Граду Прогресу. Проте в наше століття цей образ перетворився на образ Вавилонської вежі, яка вже починає рушитися і під руїнами якої врешті-решт загинуть всі і вся. І якщо Град Божий і Град Земний — це теза й антитеза, то єдиною альтернативою хаосу є новий синтез: синтез духовних устремлінь пізнього Середньовіччя з досягненнями постренесансної раціональної думки і науки».
Це уявлення про соціальну реконструкцію також характеризує самі духовні пошуки Фромма, — відкидаючи капіталістичні цінності, він не встав на традиційні консервативні позиції, але і не пішов шляхом заперечення більшості духовних цінностей людства. Його шлях — це шлях синтезу.
Першу світову війну Фромм зустрів у 14-річному віці. «Як це можливо? — ставить він собі питання декількома роками пізніше. — Щоб мільйони людей вбивали один одного заради явно ірраціональних цілей або з політичних міркувань, від яких кожна окрема людина настільки далека, що ніколи не стала б жертвувати собою. Тобто як можлива війна з політичної і психологічної точок зору? Які сили рухають людиною?». Ці роздуми привели молоду людину до вивчення психології, соціології і філософії. І багато пізніше — в середині 70-х років — вже відомий Ерік Фромм формулює аналогічне питання у зв'язку з ядерною і екологічною загрозою: «Яким чином стало можливим, що найсильніший зі всіх інстинктів — інстинкт самозбереження, — здавалося б, перестав спонукати нас до дії?».
Фромм вчився у Франкфуртському, а потім в Гейдельберзькому університеті, де викладали Макс Вебер і Карл Ясперс. Отримавши у 22 роки ступінь доктора філософії (його науковим керівником був Альфред Вебер), він продовжує свою освіту і опиняється в Берлінському інституті психоаналізу. Сумлінно вивчивши теорію ортодоксального фрейдизму і застосовуючи її в клінічній практиці, Фромм незабаром починає сумніватися. Ці сумніви поступово привели до ревізії фрейдизму і до створення своєї концепції. Але це — трохи згодом.
З 1930 року Фромм працює у Франкфуртському інституті соціальних досліджень, де склалася знаменита Франкфуртська школа (Макс Горкгаймер, Теодор Адорно, Герберт Маркузе та інші). Тут Фромм проводить ряд соціологічних досліджень серед німецьких робітників і службовців — і в 1932 році приходить до висновку, що серйозного опору нацистам, що йдуть до влади, з боку робітників не буде. Ці дослідження полягали в анкетуванні, що допомагало вивчати неусвідомлені мотиви поведінки людей: «Якщо на питання: „Хто з історичних осіб вам подобається більше за всіх?“ — людина відповідала: „Александр Македонський, Цезар, Наполеон, Ленін“, ми інтерпретували цю відповідь як вказівку на „авторитарність“, оскільки такий набір свідчив про те, що людина захоплюється диктаторами і полководцями.
Якщо відповідь була: „Сократ, Пастер, Кант, Маркс“, ми класифікували його як демократичний, тому що людина ставила вище за інших людей, що піклуються про благо людства, а не людей влади». Всього анкета містила 270 питань.
У 1933 році, після приходу нацистів до влади, Франкфуртський інститут перебирається в США. У Нью-Йорку ним проводяться дослідження за програмою «Авторитет і родина», за наслідками яких в 1941 році виходить перша книга Фромма «Втеча від свободи». Книга Теодора Адорно, що з'явилася в 1950 році, «Авторитарна особистість», також ґрунтувалася на матеріалах цих досліджень.
Наприкінці 30-х — в 40-і роки Фромм, все більше розбігаючись в поглядах із Маркузе та Адорно, відходить від Франкфуртської школи. Він займається науковою, викладацькою і суспільною діяльністю, практикою психоаналізу. Клінічна практика приводить його до висновку, що більшість неврозів в сучасному суспільстві не зводяться виключно до біологічних інстинктів, про які говорив Фрейд, а мають соціальне коріння. Цей висновок сприяв остаточному відходу Фромма від ортодоксального фрейдизму.
З 1949 по 1969 рр. Фромм живе в Мексиці. В цей час Фромм присвячує себе дослідженню Нового часу, дослідженню соціальних проєктів минулого і сьогодення. Видає книгу «Здорове суспільство», в якій виступає з критикою капіталістичної системи. У 1960 році Фромм вступає в Соціалістичну партію США. Пише Програму партії. Втім, через партійні суперечки Програма була знехтувана. Але він продовжує займатися політичною діяльністю, виступає з лекціями, пише книги, бере участь в мітингах, а в 1962 році відвідує Москву як спостерігач на конференції з роззброєння.
1968 року стався перший інфаркт. Після тривалої реабілітації, в 1969 році, він переїздить до Швейцарії, в якій житиме до своєї смерті.
У найсоліднішому віці, зовсім не відчуваючи себе старим, Ерік Фромм зберігає ясність розуму і жвавість сприйняття, що є явною ознакою повноцінного творчого життя. Але фізичне здоров'я не дозволяє відчувати себе цілком молодим: незабаром після закінчення знаменитої роботи «Мати або бути», в 1977 році, з ним трапляється другий, а потім і третій (1978 рік) інфаркт.
У ніч на 18 березня 1980 року, за п'ять днів до свого 80-річчя, Ерік Фромм помер від обширного інфаркту.

## Соціально-філософські ідеї Фромма
Основні положення концепції Еріка Фромма зводяться до таких: виробництво повинно служити людині, а не економіці; стосунки між людиною і природою повинні будуватися не на експлуатації, а на кооперації; антагонізми повсюдно повинні бути замінені стосунками солідарності; вищою метою всіх соціальних заходів повинні бути людське благо і відвернення людських страждань; не максимальне споживання, а лише розумне споживання служить здоров'ю і добробуту людини; кожна людина повинна бути зацікавлена в активній діяльності на благо інших людей і має брати участь у ній.

## Основні твори
- Втеча від свободи (Escape from Freedom, 1941)
- Здорове суспільство (The Sane Society, 1955)
- Марксова концепція людини (Marx's Concept of Man, 1961)
- Мистецтво любові (The Art of Loving, 1961)
- Революція надії (The Revolution of Hope, 1968)
- Мати чи бути? (To Have or to Be?, 1976)

## Видання українською
- Ерік Фромм. Революція надії [уривки] / Пер. з англ. В. Курганський. // Сучасна зарубіжна соціальна філософія: Хрестоматія. — Київ: «Либідь», 1996. — Стор. 135—192
- Ерік Фромм. Мати чи бути? / Пер. з нім. О. Михайлова та А. Буряк. — Київ: «Український письменник», 2010. — 222 с. ISBN 978-966-579-262-8
- Ерік Фромм. Мистецтво любові / Пер. з англ. В. І. Кучменко. Харків: «КСД», 2017. 192 с. ISBN 978-617-12-3141-2
- Ерік Фромм. Втеча від свободи / Пер. з англ. М. Яковлєв. Харків: «КСД», 2019. 288 с. ISBN 978-617-12-4571-6
- Ерік Фромм. Мати або бути? / Пер. з англ. Г. В. Яновська. Харків: «КСД», 2020. 304 с. ISBN 978-617-12-7457-0